# Реалізм в українській літературі
Реалі́зм (лат. realis — «суттєвий», «дійсний», від res — «річ») — стиль і метод у мистецтві й літературі, а також філософська доктрина, яка вчить, що предмети видимого світу існують незалежно від людського відчування і пізнання.
Реалістичні доктрини були розвинуті ще античними греками та середньовіччям, проте найбільший їх розвиток припадає на 19 і 20 століття. У мистецтві й літературі реалізм прагне до найдокладнішого опису спостережених явищ, без ідеалізації. Проте поняття реалізм дуже широке: реалістичним можна назвати монументальне єгипетське мистецтво, але реалістами є й митці, які з фотографічною точністю копіюють природу. Популярність реалізму зумовлена загальною доступністю і зрозумілістю його мистецьких засобів, тому його тенденції в українському мистецтві проявлялися за кожної доби і як стиль він актуальний понині.
У мистецтві, найстаріша українська ікона і стінопис були фактично творами реалізму, лише що він був підпорядкований приматові форми й усталеного сюжету в композиції — все це було зумовлене вимогами обряду. Відхід від цього принципу помічається вже в 16 столітті: спочатку в портреті, — а згодом і в реалістичному мистецтві. Західне бароко в 17 ст. принесло з собою нові на той час реалістичні форми і нове розуміння композиції, звільненої від непорушних давніше правил. Позитивним явищем тут було оживлення мистецтва шляхом наближення його до актуальних проблем людини свого часу, неґативним — затрата суворої дисципліни мисі, форми, до якої почало повертатися щойно мистецтво нашої доби, після довгого періоду пересичення реалізмом і натуралізмом.
У старому українському мистецтві реалізм рідко виступав у чистому виді, як це було, наприклад, у Голландії або Італії; він був тільки складовою, хоч і основною частиною таких стилів, як бароко,ампір, класицизм.
У своїх суто реалістичних формах він виступив щойно з пол. 19 ст. Реаліст Т. Шевченко, з своїм гаслом «ні однієї риски без натури», стояв на межі академізму й тієї класицистичної традиції, яку в Петербурзі залишили його попередники: Д. Левицький і В. Боровиковський. Ці елементи, разом з відкриттям українського сюжету (природи, людини, історії) зробили з Шевченка ту ланку, яка поєднала давнє українське мистецтво з новим. Фактично добою реалізму в українському мистецтві стала доба передвижників, у лавах яких було чимало українців.
Частина митців культивувала т. зв. «ідейний реалізм», як М. Ге, М. Ярошенко, М. Пимоненко; інші, як К. Трутовський, О. Сластьон, П. Мартинович, опрацьовували більш етнографічно-побутові теми, ще інші — І. Рєпін, С. Васильківський, М. Самокиша, зверталися до іст. і батальних сцен. Реакція проти «об'єктивного» відображування природи почалася з імпресіонізму (І. Труш, О. Новаківський, М. Бурачек), які відкрили чар кольорів і показали, що мистецькість твору незалежна від його зв'язку з реальним світом.
Характерно, що українське народне мистецтво не приймало реалізму як такого, — а завжди намагалося перетворити його своїми стилістичними засобами, де основою були вимоги ритму й гармонії. На Радянській Україні спроби ввести в кераміку, вишивку й килимарство реалістичні портрети були настільки невдалі, що їх здебільшого залишено.
У літературі український реалізм почався з половини 19 ст., прийшовши на зміну романтизмові, від якого він перебрав захоплення етнографізмом та героїзацію історичних постатей. «Народні оповідання» М. Вовчка (1857) при всій реалістичній актуальності тем ще забарвлені романтичним фольклором. Далі реалізм використовувано з позицій народницьких і просвітянських (С. Руданський, А. Свидницький) та громадсько-програмових (особливо О. Кониський). Дальшим етапом школи реалістів була «об'єктивна проза» 80—90-х років: І. Нечуя-Левицького, П. Мирного, Б. Грінченка й І. Франка. Вона визначається епічною шириною описів і розповіді, уведенням соціальних і національних тем, поширенням тематики з селянського верста на робітничі й нову інтелігенцію, поданих на тлі тодішнього розвитку капіталізму в Росії й Австрії. У І. Франка, не без впливу Е. Золя, з'являється психологічна мотивація, що набирає рис натуралізму. Типові для Реалістичної поезії — вірші Б. Грінченка і П. Грабовського («Громадська поезія»); Франко від реалістичних «Панських жартів» пішов у напрямі психологічно-філософських зрушень, — і його «Мойсей» (1905) це вже твір на межі модернізму. Як і в мистецтві, на зміну реалізму прийшли ін. напрямки, але реалізм фактично ніколи не здавав позицій — і, особливо в прозі, був завжди актуальним стилем.
В Радянській Україні реалізм — стиль майже обов'язковий і виступає у формі соцреалізму. Соцреалістичні теорії розглядають реалізм як основну мету і завершення творчості, тоді як антиреалісти приймають реалізм як вихідну пізнавальну базу, на основі якої можна розвивати вищі форми мистецтва.
Визначальні риси реалізму

•раціоналізм, раціоцентричний психологізм (ототожнення психіки і свідомості, недооцінка позасвідомих процесів);
•правдиве, конкретно-історичне, всебічне зображення типових подій і характерів у типових обставинах при правдивості деталей;
•принцип точної відповідності реальній дійсності усвідомлюється як критерій художності, як сама художність;
•характер і вчинки героя пояснюються його соціальним походженням та становищем, умовами повсякденного життя;
•конфліктність (драматизація) як сюжетно-композиційний спосіб формування художньої правди;
•вільна побудова творів;
•превалювання (перевага) епічних, прозових жанрів у літературі, послаблення ліричного струменя мистецтва;
•розв'язання проблем на основі загальнолюдських цінностей.